# Gonomyia recurvata
Gonomyia recurvata är en tvåvingeart som beskrevs av Alexander 1914. Gonomyia recurvata ingår i släktet Gonomyia och familjen småharkrankar. Inga underarter finns listade i Catalogue of Life.